# Timormuskaatduif
De Timormuskaatduif (Ducula cineracea) is een vogel uit de familie der Columbidae (Duiven en tortelduiven). Het is een voor uitsterven gevoelige, endemische vogelsoort op de Kleine Soenda-eilanden.

## Kenmerken
Deze duif is 39 tot 45 cm lang. Het is een grote, in bossen levende duif. De kop en nek zijn blauwachtig grijs. De borst en buik zijn donker leigrijs, met op de borst leigrijs met een waas van roze en op de buik meer neigend naar roodbruin. De naakte huid rond het oog is rood en de snavel is donker, bijna zwart. Deze duif lijkt sterk op de roze muskaatduif (D. rosacea), maar die is meer groenachtig en lichter op borst en buik.

## Verspreiding en leefgebied
Deze soort is endemisch op de eilanden Timor en Wetar. Het leefgebied bestaat uit moessonbos in bergland tussen de 600 en 2200 m boven zeeniveau.

## Status
De Timormuskaatduif heeft een beperkt verspreidingsgebied en daardoor is de kans op uitsterven aanwezig. De grootte van de populatie werd rond 2000 erg laag ingeschat en als bedreigde soort op de Rode Lijst van de IUCN geplaatst. Sinds 2009 schat BirdLife International de populatie op 10 tot 20 duizend individuen. De populatie-aantallen nemen echter wel af door habitatverlies. Het leefgebied wordt aangetast door ontbossing, waarbij natuurlijk bos wordt omgezet in gebied voor agrarisch gebruik, infrastructuur, menselijke bewoning en delfstofwinning. Om deze redenen staat deze soort sinds 2015 als gevoelig op de rode lijst.